# زمین‌لرزه ۵۰۸ جبال
زمین‌لرزه جبال از زمین لرزه‌های ویرانگر قرن ششم هجری است که در اوایل عصر روز ۱۶ ربیع‌الاول ۵۲۴ رخ داد. این لرزه آسیب گسترده‌ای را در منطقه جبال (عراق عجم)، در عراق تا موصل وارد آورد. در بغداد جنبش‌های آهسته زمین که زمان درازی تداوم داشت سبب فروریختن خانه‌ها در بخش‌های شرقی و غربی شهر شد، اما تلفاتی در بر نداشت و پس لرزه‌ها مدتی ادامه داشت.
این زمین لرزه در اطراف شهر آشتیان به وقوع پیوست که بزرگی آن بر اساس شواهد در مقیاس امواج سطحی۹/۵ MS تعیین شده‌است.
مؤلف کتاب مختصرالبلدان آشتیان را ابرشتیجان نوشته و نقل کرده‌است که بر اثر زلزله، ابرشتیجان کاملاً تخریب و بعد از آن آبادی مجددی بنا شده‌است.
تعداد زیادی از مردم در این واقعه کشته شدند که از آن آماری در دست نیست.